# رئیس قوه قضائیه جمهوری اسلامی ایران
رئیس قوه قضائیه جمهوری اسلامی ایران، رئیس قوه قضائیه ایران و بالاترین مقام اجرایی در نظام دادگستری ایران است. وی با حکم رهبر ایران برای مدت پنج سال گمارده می‌شود و این زمان قابل تمدید است. مطابق با قانون اساسی ایران این مقام را باید «یک نفر مجتهد عادل و آگاه به امور قضایی و مدیر و مدبر» تصدی کند.

## نقش‌های مهم براساس قانون اساسی
1. اصل ۱۲۹: در صورت غیبت یا بیماری بیش از دو ماه‏ رئیس‌جمهور یا در موردی که مدت ریاست جمهوری پایان یافته و رئیس‌جمهور جدید بر اثر موانعی هنوز انتخاب نشده یا امور دیگری از این قبیل‏، معاون اول رئیس‌جمهور با موافقت رهبری اختیارات و مسئولیت‌های وی را بر عهده می‌گیرد و شورایی متشکل از رئیس مجلس و رئیس قوه قضائیه و معاون اول رئیس‌جمهور موظف است ترتیبی دهد که حداکثر ظرف مدت پنجاه روز رئیس‌جمهور جدید انتخاب شود.
2. اصل ۱۴۲: دارایی رهبر، رئیس‌جمهور، معاونان رئیس‌جمهور، وزیران و همسر و فرزندان آنان قبل و بعد از خدمت‏، توسط رئیس قوه قضائیه رسیدگی می‌شود که برخلاف حق‏، افزایش نیافته باشد.
3. اصل ۱۲۱: رئیس‌جمهور در مجلس شورای اسلامی در جلسه‌ای که با حضور رئیس قوه قضائیه و اعضای شورای نگهبان تشکیل می‌شود سوگند یاد می‌کند و سوگندنامه را امضا می‌نماید.[۱]
4. فعالیت سازمان بازرسی کل کشور زیر نظر رئیس قوه قضائیه انجام می‌گیرد.[۲]
5. نظارت بر شورای عالی حقوق بشر
6. انتخاب رئیس دیوان عدالت اداری
7. رئیس دیوان عالی کشور توسط رئیس قوه قضائیه با مشورت قضات دیوان عالی کشور به مدت ۵ سال به این سمت، منصوب می‌شود.
8. نظارت بر روزنامه رسمی جمهوری اسلامی ایران از طریق معاونت حقوقی قوه قضائیه
9. براساس ماده ۲ قانون وظایف و اختیارات رئیس قوه قضائیه مصوب ۱۲ آبان ۱۳۷۸ مجلس شورای اسلامی، «ریاست قوه قضائیه سمتی قضائی است و هر گاه رئیس قوه قضائیه ضمن بازرسی، رأی دادگاهی را خلاف شرع تشخیص دهد آن را جهت رسیدگی به مرجع صالح ارجاع خواهد کرد.»
10. وزیر دادگستری از میان کسانی که رئیس قوه قضائیه به رئیس‌جمهور پیشنهاد می‌کند انتخاب می‌گردد. (اصل ۱۶۰)[۳][۴]
11. رئیس قوه قضائیه دادستان کل کشور را منصوب می‌کند.
12. عضو شورای عالی امنیت ملی

## فهرست رؤسای قوهٔ قضائیهٔ ایران
پیش از تغییرات قانون اساسی در سال ۱۳۶۸، «رئیس دیوان عالی کشور» به عنوان «رئیس قوه قضائیه» دانسته می‌شد. بر پایهٔ قانون اساسی مصوب ۱۳۶۸، ریاست قوهٔ قضائیه سمتی جدا از ریاست دیوان عالی کشور گردید و از اختیارات رئیس دیوان عالی کشور کاسته شد. همچنین اختیارات شورای عالی قضایی به ریاست قوهٔ قضائیه محول گردید. طول دورهٔ ریاست قوهٔ قضاییه ۵ سال است.

### پس از تشکیل دادگستری نوین و پیش از انقلاب اسلامی
برای فهرست رئیسان قوهٔ قضائیه (رئیسان دیوان عالی کشور) پیش از تشکیل دادگستری نوین (اصلاحات علی‌اکبر داور) به صفحهٔ دیوان عالی کشور مراجعه شود.
| #   | رئیس قوهٔ قضائیهٔ ایران (رئیس دیوان عالی کشور) | رئیس قوهٔ قضائیهٔ ایران (رئیس دیوان عالی کشور) | بازه          | بازه          |
| #   | رئیس قوهٔ قضائیهٔ ایران (رئیس دیوان عالی کشور) | رئیس قوهٔ قضائیهٔ ایران (رئیس دیوان عالی کشور) | از            | تا            |
| --- | -------------------------------------------- | -------------------------------------------- | ------------- | ------------- |
| ۱   | مهدی‌قلی هدایت                                |                                              | اردیبهشت ۱۳۰۶ | خرداد ۱۳۰۶    |
| ۲   | رضاقلی هدایت                                 |                                              | ۱۳۰۶          | ۱۳۱۵          |
| ۳   | سید نصرالله اخوی                             |                                              | ۱۳۱۵          | ۱۳۲۵          |
| ۴   | سید محمدشفیع جهانشاهی (بار نخست)             |                                              | ۱۳۲۵          | ۱۳۳۱          |
| ۵   | محمد سروری (بار نخست)                        |                                              | ۱۳۳۱          | ۱۳۳۲          |
| (۴) | سید محمدشفیع جهانشاهی (بار دوم)              |                                              | ۱۳۳۲          | ۱۳۳۲          |
| ۶   | علی هیئت                                     |                                              | ۱۳۳۲          | ۱۳۳۵          |
| (۵) | محمد سروری (بار دوم)                         |                                              | ۱۳۳۵          | ۱۳۴۶          |
| ۷   | سید عمادالدین میرمطهری                       |                                              | ۱۳۴۶          | ۱۳۵۳          |
| ۸   | ناصر یگانه                                   |                                              | ۱۳۵۳          | ۲۷ اسفند ۱۳۵۷ |

### جمهوری اسلامی
| # | رئیس دیوان عالی کشور (رئیس قوهٔ قضائیهٔ ایران)                    | رئیس دیوان عالی کشور (رئیس قوهٔ قضائیهٔ ایران)                    | بازه            | بازه          | دوره           | وزیر دادگستری     |
| # | رئیس دیوان عالی کشور (رئیس قوهٔ قضائیهٔ ایران)                    | رئیس دیوان عالی کشور (رئیس قوهٔ قضائیهٔ ایران)                    | از              | تا            | دوره           | وزیر دادگستری     |
| - | --------------------------------------------------------------- | --------------------------------------------------------------- | --------------- | ------------- | -------------- | ----------------- |
| ۱ | سید مهدی سجادیان (۱۲۹۱-۱۳۸۱)                                    |                                                                 | ۱۵ فروردین ۱۳۵۸ | ۴ اسفند ۱۳۵۸  | یک دوره ناتمام | اسدالله مبشری     |
| # | رئیس دیوان عالی کشور و شورای عالی قضایی (رئیس قوهٔ قضائیهٔ ایران) | رئیس دیوان عالی کشور و شورای عالی قضایی (رئیس قوهٔ قضائیهٔ ایران) | بازه            | بازه          | دوره           | رهبر              |
| # | رئیس دیوان عالی کشور و شورای عالی قضایی (رئیس قوهٔ قضائیهٔ ایران) | رئیس دیوان عالی کشور و شورای عالی قضایی (رئیس قوهٔ قضائیهٔ ایران) | از              | تا            | دوره           | رهبر              |
| ۲ | سید محمد بهشتی (۱۳۰۷-۱۳۶۰)                                      |                                                                 | ۴ اسفند ۱۳۵۸    | ۷ تیر ۱۳۶۰    | یک دوره ناتمام | سید روح‌الله خمینی |
| ۳ | سید عبدالکریم موسوی اردبیلی (۱۳۰۴-۱۳۹۵)                         |                                                                 | ۸ تیر ۱۳۶۰      | ۲۳ مرداد ۱۳۶۸ | دو دوره        | سید روح‌الله خمینی |
| # | رئیس قوهٔ قضائیهٔ ایران                                           | رئیس قوهٔ قضائیهٔ ایران                                           | بازه            | بازه          | دوره           | رهبر              |
| # | رئیس قوهٔ قضائیهٔ ایران                                           | رئیس قوهٔ قضائیهٔ ایران                                           | از              | تا            | دوره           | رهبر              |
| ۴ | محمد یزدی (۱۳۱۰-۱۳۹۹)                                           |                                                                 | ۲۴ مرداد ۱۳۶۸   | ۲۳ مرداد ۱۳۷۸ | دو دوره        | سید علی خامنه‌ای   |
| ۵ | سید محمود هاشمی شاهرودی (۱۳۲۷-۱۳۹۷)                             |                                                                 | ۲۴ مرداد ۱۳۷۸   | ۲۳ مرداد ۱۳۸۸ | دو دوره        | سید علی خامنه‌ای   |
| ۶ | صادق لاریجانی (زاده ۱۳۳۹)                                       |                                                                 | ۲۴ مرداد ۱۳۸۸   | ۱۶ اسفند ۱۳۹۷ | دو دوره ناتمام | سید علی خامنه‌ای   |
| ۷ | سید ابراهیم رئیسی (۱۳۳۹-۱۴۰۳)                                   |                                                                 | ۱۶ اسفند ۱۳۹۷   | ۱۰ تیر ۱۴۰۰   | یک دوره ناتمام | سید علی خامنه‌ای   |
| ۸ | غلامحسین محسنی اژه‌ای (زاده ۱۳۳۵)                                |                                                                 | ۱۰ تیر ۱۴۰۰     | درحال تصدی    | درحال تصدی     | سید علی خامنه‌ای   |